# Byłgari (obwód Gabrowo)
Byłgari (bułg. Българи) – dawna wieś w środkowej Bułgarii, w obwodzie Gabrowo, w gminie Sewliewo. Według danych Narodowego Instytutu Statystycznego 31 grudnia 2011 roku liczyła 6 mieszkańców. Od 23 marca 2013 roku podlega administracyjnie pod obszar wsi Mleczewo,